# 泰韦尔
泰韦尔，是匈牙利托尔瑙州所辖的一个村，总面积25.27平方公里，总人口1546，人口密度61.2人/平方公里（2010年1月1日）。